# TRS-80 Color Computer
El RadioShack TRS-80 Color Computer (també denominat Tandy Color Computer o CoCo) va ser un microordinador llançat el 1980. Malgrat el nom, el «Color Computer» va representar un canvi radical en relació als primers models TRS-80 - particularment quant al seu processador, un Motorola 6809, en comptes del Zilog Z80 usat pels altres TRS-80.
El 6809 era un processador molt avançat en la seva època, però tenia un preu corresponentment elevat. Màquines concurrents com el Commodore 64 i l'Atari 400, van ser projectades amb base en el MOS Technology 6502, molt més barat, combinat amb xips dedicats de so i gràfics, i comercialment van ser molt més exitosos.
Va ser succeït pel TRS-80 Color Computer 2 el 1982 i va tenir alguns clons, sent el principal d'ells el Dragon 32 gal·lès. Al Brasil, seu clònic més reeixit va ser el CP 400.

## Versions
La primera versió del Coco posseïa carcassa grisa, teclat xiclet i 4 o 16 KiB de RAM. La segona versió era pràcticament idèntica a la primera, però contenia 32 KiB de RAM. La tercera i última versió va presentar una carcassa blanca i teclat mecànic, transformats en estàndard en el Coco 2.

## Especificacions tècniques
| Parts          | Especificacions                                                        | Especificacions |
| -------------- | ---------------------------------------------------------------------- | --------------- |
| UCP            | Motorola 6809 a 0,895 MHz (o 1,79 MHz)                                 |                 |
| RAM            | 4 KiB - 64 KiB (màx.)                                                  |                 |
| ROM            | 8 KiB                                                                  |                 |
| Teclat         | «xiclet», 53 tecles                                                    |                 |
| Monitor        | televisor; mode text: 32 x 16; mode gràfic: 256 x 192 pixels; 9 colors |                 |
| So             | un canal                                                               |                 |
| Ports          | 1 port sèrie RS232, 2 ports de joystick, port de casset                |                 |
| Emmagatzematge | casset (1500 bauds) o 1-4 disqueteres (5,25", 156 KiB)                 |                 |